# Non-Summit
Non-Summit (hangul: 비정상회담; RR: Bijeongsanghoedam), também conhecido como Abnormal Summit, é um programa em formato de talk show sul-coreano, exibido pela emissora JTBC. Foi ao ar pela primeira vez em 7 de julho de 2014. O programa apresenta um grupo formado por homens não coreanos, mas que residem no país, eles debatem sobre diversos temas e sobre a "cultura coreana vista através dos olhos de um estrangeiro".

## Elenco atual
| País           | Nome              | Nome coreano        | Data de aniversário    |
| -------------- | ----------------- | ------------------- | ---------------------- |
| Estados Unidos | Mark Tetto        | 마크 테토           | 1 de março de 1980     |
| França         | Auréllien Loubert | 오헬리엉 루베르     | 30 de dezembro de 1981 |
| Canadá         | Guillaume Patry   | 기욤 패트리         | 19 de Junho de 1982    |
| Itália         | Alberto Mondi     | 알베르토 몬디       | 17 de Janeiro de 1984  |
| Paquistão      | Zahid Hussain     | 자히드 후세인       | 25 de novembro de 1988 |
| China          | Wang Xinlin       | 왕심린              | 13 de outubro de 1989  |
| Suíça          | Alex Mazzuchelli  | 알렉스 맞추켈리     | 17 de Maio de 1990     |
| Japão          | Hitoshi Ogi       | 오오기 히토시       | 6 de Abril de 1992     |
| Alemanha       | Niklas Klabunde   | 니클라스 클라분데   | 3 de agosto de 1993    |
| México         | Christian Burgos  | 크리스티안 부르고스 | 24 de agosto de 1993   |

### Ex-integrantes
| País           | Nome                   | Nome coreano              | Data de aniversário             | Episódios                                                     |
| -------------- | ---------------------- | ------------------------- | ------------------------------- | ------------------------------------------------------------- |
| Reino Unido    | James Hooper           | 제임스 후퍼               | 19 de abril de 1987 (37 anos)   | 1 - 4, 33, 100                                                |
| Austrália      | Daniel Snoeks          | 다니엘 스눅스             | 12 de julho de 1994 (30 anos)   | 1 - 17                                                        |
| Turquia        | Enes Kaya              | 에네스 카야               | 22 de agosto de 1984 (40 anos)  | 1 - 24 (11 ausente e editado em 23, 24)                       |
| Rússia         | Ilya Belyakov          | 일리야 벨랴코프           | 26 de agosto de 1982 (42 anos)  | 20, 28 - 52, 100                                              |
| Bélgica        | Julian Quintart        | 줄리안 퀸타르트           | 24 de agosto de 1987 (37 anos)  | 1 - 52 (48 ausente), 100                                      |
| Nepal          | Sujan Shakya           | 수잔 샤키야               | 10 de março de 1988 (37 anos)   | 27 - 52 (49 ausente), 100                                     |
| França         | Robin Deiana           | 로빈 데이아나             | 18 de julho de 1990 (34 anos)   | 1 - 52, 75, 100                                               |
| Austrália      | Blair Williams         | 블레어 윌리엄스           | 10 de janeiro de 1992 (33 anos) | 22, 28 - 52 (41 ausente), 100                                 |
| Japão          | Takuya Terada          | 테라다 타쿠야             | 18 de março de 1992 (32 anos)   | 1 - 52 (17, 22, 45 ausente), 100                              |
| Japão          | Yuta Nakamoto          | 나카모토 유타             | 26 de outubro de 1995 (29 anos) | 53 - 78                                                       |
| China          | Zhang Yuan             | 장위안                    | 4 de março de 1984 (41 anos)    | 1 - 102                                                       |
| Polónia        | Przemysław Krompiec    | 프셰므스와브 크롬피에츠   | 3 de março de 1985 (40 anos)    | 53 - 102                                                      |
| Alemanha       | Daniel Lindemann       | 다니엘 린데만             | 16 de outubro de 1985 (39 anos) | 5 - 102 (95 ausente)                                          |
| Brasil         | Carlos Gorito          | 카를로스 고리토           | 17 de maio de 1986 (38 anos)    | 53 - 102 (ausente na primeira parte do 101 e em vídeo no 102) |
| Estados Unidos | Tyler Rasch            | 타일러 라쉬               | 6 de maio de 1988 (36 anos)     | 1 - 102 (13, 56, 65, 83 ausente)                              |
| Noruega        | Nikolai Johnsen        | 니콜라이 욘센             | 24 de agosto de 1988 (36 anos)  | 53 - 102, 131                                                 |
| Egito          | Samy Rashad (El-Baz)   | 새미 라샤드               | 25 de abril de 1990 (34 anos)   | 11, 53 - 102                                                  |
| Grécia         | Andreas Varsakopoulos  | 안드레아스 바르사코풀로스 | 14 de agosto de 1990 (34 anos)  | 53 - 102                                                      |
| Gana           | Sam Okyere             | 샘 오취리                 | 21 de abril de 1991 (33 anos)   | 1 - 102 (91 ausente), 149                                     |
| China          | Mao Yifeng             | 모일봉                    | 9 de setembro de 1987 (37 anos) | 103 - 104                                                     |
| Índia          | Lucky (Abhishek Gupta) | 럭키 (아비쉐크 굽타)      | 16 de junho de 1978 (46 anos)   | 103 - 144                                                     |

## Prêmios e indicações
| Ano  | Prêmio                                                     | Categoria                             | Beneficiário                            | Resultado |
| ---- | ---------------------------------------------------------- | ------------------------------------- | --------------------------------------- | --------- |
| 2015 | Baeksang Arts Awards                                       | Melhor Programa de Entretenimento     | Non-Summit                              | Venceu    |
| 2015 | Baeksang Arts Awards                                       | Melhor Artista de Variedade Masculino | Jun Hyun-moo (Non-Summit, I Live Alone) | Venceu    |
| 2017 | Prêmio de Transmissão da Comissão de Comunicação da Coreia | Prêmio de Diversidade                 | Non-Summit                              | Venceu    |

## Programa derivado

### Where Is My Friend's Home
Em 7 de fevereiro de 2015, a JTBC exibiu um novo reality show de viagem, intitulado 'Where Is My Friend's Home onde o elenco e os apresentadores visitam os vários países dos representantes estrangeiros.